# رکلینگهاوزن (ناحیه)
رکلینگهاوزن (به آلمانی: Kreis Recklinghausen) یک ناحیه در آلمان است که در مونستر واقع شده‌است. رکلینگهاوزن ۶۳۴٬۴۹۷ نفر جمعیت دارد.

## شهرک‌ها و شهرداری‌ها

شهرک‌ها and municipalities in Kreis Recklinghausen

| 1. کاستروپ-راوکسل 2. داتلن 3. دورستن 4. گلادبک | 1. هالترن آم زه 2. هرتن 3. مارل، آلمان 4. اور-ارکن‌اشویک | 1. رکلینگهاوزن 2. والتروپ |